# Aitor Muruamendiaraz
Aitor Muruamendiaraz Larrañaga (Beasain, 5 marzo 1935) è un calciatore spagnolo, di ruolo centrocampista.

## Carriera
Nativo dei Paesi Baschi, debuttò da calciatore a 18 anni nella stagione 1953-1954 nel Deportivo Alavés, che militava nella seconda serie spagnola. Il Deportivo Alavés vinse il girone nord e ottenne la promozione nella Liga spagnola. Il 26 settembre 1954, quindi, esordì ufficialmente nella massima serie spagnola in casa del Deportivo La Coruña.
Nel 1957 passò al Real Saragozza, dove trovò come allenatore Jacinto Quincoces, che da giovane aveva militato nell'Alavés.
Dopo due stagioni e 16 presenze nel Real Saragozza (15 in campionato e una in coppa) passò Club Atlético Almería, in Segunda División, ma a fine anno il club fallì per motivi economici, nel 1960.